# Ateles marginatus
Ateles marginatus är en däggdjursart som beskrevs av É. Geoffroy Saint-Hilaire 1809. Ateles marginatus ingår i släktet spindelapor och familjen Atelidae. Inga underarter finns listade.

## Utseende
Arten har liksom andra apor av samma släkte långa smala extremiteter och en lång svans som används som gripverktyg. Pälsen har huvudsakligen en svart färg. Bara på hjässan och kinderna förekommer vita fläckar. Hanar och honor når vanligen en kroppslängd (huvud och bål) av 50 cm men vissa honor blir bara 34 cm långa. Därtill kommer en 60 till 75 cm lång svans. Honor väger i genomsnitt 5,8 kg. Honornas klitoris är ganska långsträckt och därför är det för lekman svårt att bestämma individens kön rätt.

## Utbredning och habitat
Denna spindelapa förekommer i centrala Brasilien i delstaterna Mato Grosso och Pará. I norr gränser utbredningsområdet till Amazonfloden. Arten vistas främst i regnskogar i låglandet.

## Ekologi
Liksom hos andra spindelapor bildas större flockar med 20 till 30 medlemmar som klättrar i träd. Födan utgörs främst av frukter som kompletteras med unga blad, blommor, frön och andra växtdelar. Några få insekter eller mångfotingar äts likaså.
Honor kan para sig hela året och efter 200 till 232 dagars dräktighet föds oftast en unge. Ungen håller sig i början fast i moderns päls när flocken rör sig. Unga honor blir efter cirka fyra år könsmogna och hanar vanligen ett år senare. Hos denna apa är det honorna som lämnar flocken vid denna tidpunkt medan hanar får stanna. Livslängden i naturen uppskattas med 20 år.

## Hot och status
Ateles marginatus hotas främst av skogsavverkningar när jordbruksmark för sojabönor etableras. I mindre skala förekommer jakt på apan. För att bevara arten inrättades flera skyddsområden. IUCN kategoriserar arten globalt som starkt hotad.